# Водопарад
«Водопарад» — фестиваль предметного дизайна на тему ванной комнаты. Ежегодно проводится в Харькове с 2001 года. Фестиваль получил признание крупнейших в мире дизайна европейских форумов, его объекты экспонировались на миланском Salone Internationale del Mobile, в музеях дизайна RedDot (Эссен) и Aquademia (Шильтах), на выставке ISH (Франкфурт). Подтверждением высокого уровня водопарадовских работ стали награды, среди которых самая яркая — приз одного из престижных дизайн-конкурсов в мире — Industrie Forum Design Award (Ганновер, 2006). Его получила постоянная участница харьковского «парада воды» — Ольга Василина за объект 2004 года «Экономпакет».
Куратор фестиваля — Владимир Бондаренко — известный украинский дизайнер, член.-кор. Академии искусств Украины.